# Онуфрій Мовчазний

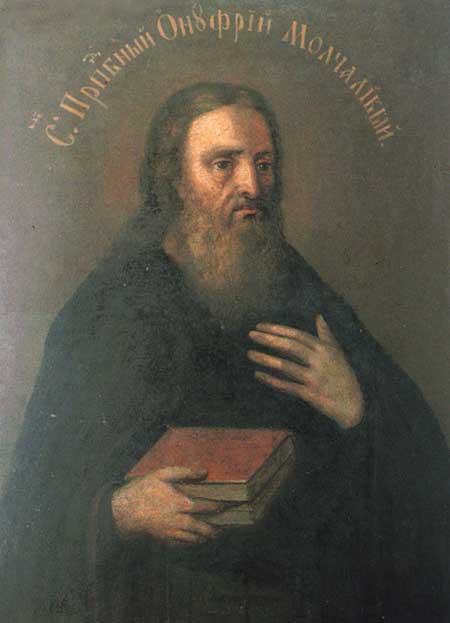
Преподобний Онуфрій Мовчазний провів свій чернечий подвиг у мовчанні

Преподобний Онуфрій Мовчазний (12 століття, Київ) — древньоруський святий. Чернець Києво-Печерського монастиря. Преподобний. Пам'ять 11 жовтня і 3 серпня. Біографічні дані невідомі. Антропологічні дослідження виявили, що преподобний помер у віці бл. 50 р.
На мапі Ближніх печер 1638 року згаданий як «св. старець і чудотворець Онуфрій», в 1661 році як «Онофрій Прозорливий», в 1744 році як «преподобний Онуфрій мовчазний».

В акафісті всім Печерським преподобним про нього сказано: 
|  | «Радуйся, Онуфріє, ти бо устами мовчав та розумом Бога хвалив». |

Його мощі спочивають у Ближніх печерах.

## Джерело
- Словник персоналій Національного Києво-Печерського історико-культурного заповідника[недоступне посилання з квітня 2019] — ресурс використано за дозволом видавця.